# Vasútállomás

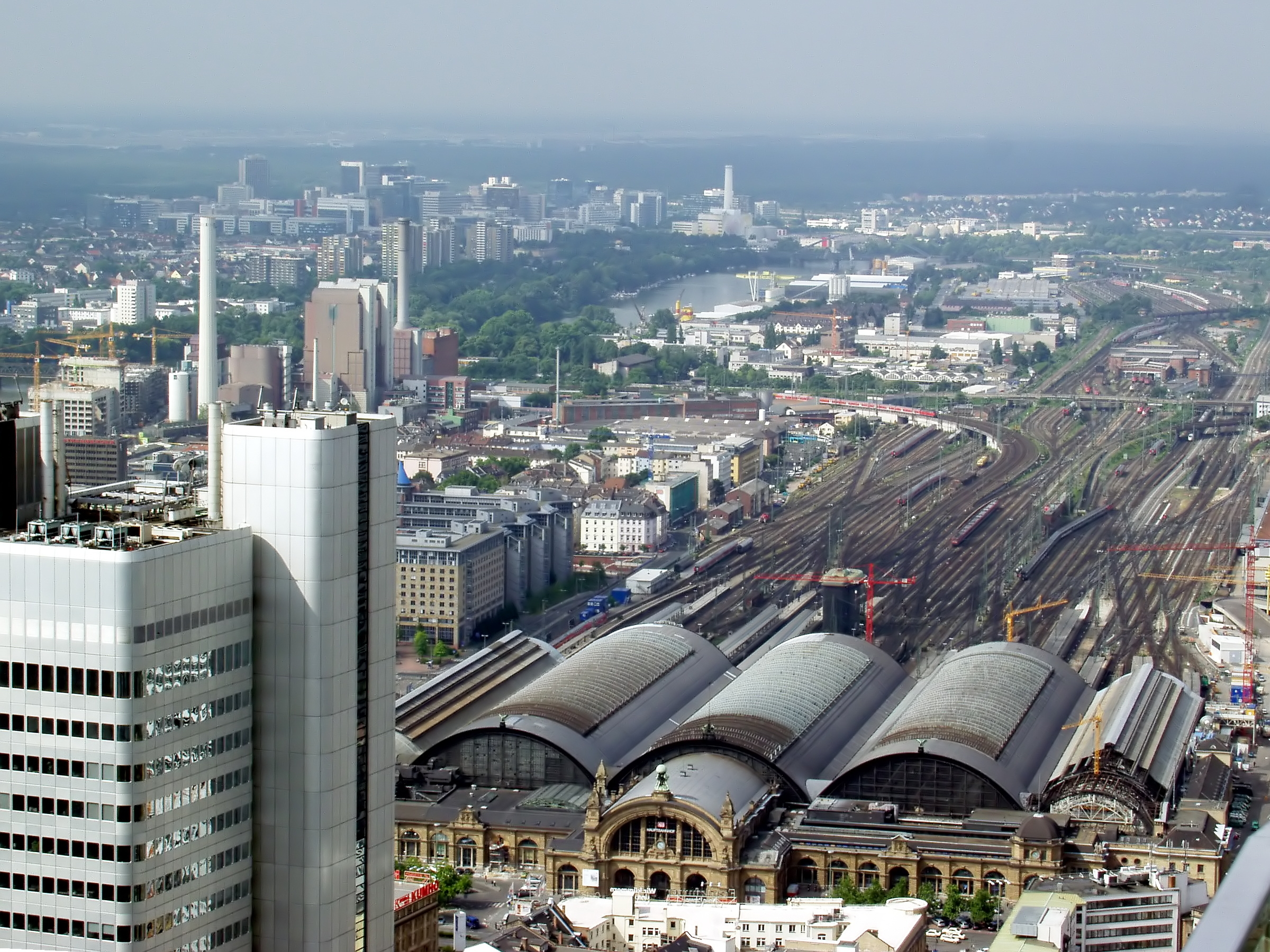
Frankfurt Hauptbahnhof

A vasúti közlekedés és a vasúti hálózat meghatározó részét képzik a vasútállomások.
Nagy jelentőségük van forgalmi szempontból, hiszen a közlekedő vonatokat az állomásokon fogadják, menesztik, áthaladtatják, továbbá a forgalmi kitérőkön túl csak ezek a szolgálati helyek vannak berendezve vonattalálkozásra, azaz az azonos irányba közlekedő vonatokat az állomásokon előztetik meg, ellentétes irányban közlekedő vonatoknál pedig vonatkeresztezést végeznek itt. A nagyobb állomások, úgynevezett rendelkező állomások nagyobb hatáskörrel rendelkeznek, ami a vasútállomás területén túl magába foglalja a vasútvonal egy-egy szakaszát, a rendelkezési szakaszt. Ezek az állomások fontos szerepet töltenek be a rendelkezési szakasz forgalmának irányításában, mivel innen intézik a vonatok leközlekedtetését és lemondását, valamint a forgalomhoz szükséges műszaki műveleteket is lebonyolítanak, mint a mozdonycsere, a kocsivizsgálat vagy a hibaelhárítás.
Forgalmi szempontokon túl üzemi téren is meghatározók, hiszen az állomások személy- és teherforgalmat is lebonyolítanak. A személyszállító vonatokat az állomáson peronnal rendelkező vágányon fogadni kell, hogy az utazóközönség biztonságosan fel- és leszállhasson. A tehervonatokat is szükséges fogadni az arra kijelölt, alkalmas vágányon, ezentúl elő kell készíteni a vonat megbontására, teherkocsik (át)rendezésére, rakodására. Az állomások egyes üzemi műveleteiből adódóan kereskedelmi műveleteket is el kell látniuk. A személyszállításból adódóan az állomást be kell rendezni a személyforgalommal kapcsolatos feladatok ellátására: alkalmas legyen a le-, fel- és átszállásra, ki kell helyezni utastájékoztatást, biztosítani kell a jegyértékesítést, valamint további utaskiszolgáló létesítményeket is. A teherszállításhoz kapcsolódó kereskedelmi tevékenységhez tartozik az árukezelés, azaz az áruk be- és kirakodása, valamint átrendezése (osztályozása).
Számos más meghatározási módja van még a vasútállomásoknak. A Magyarországon érvényes forgalmi utasítás „vonattalálkozásra, továbbá személy- és/vagy áruforgalmi szolgáltatásra berendezett szolgálati helyként” határozza meg az állomásokat (pályaudvarokat). Az Európai Unió Vasúti Ügynöksége a vasúti infrastruktúra-nyilvántartásban (RINF) a nemzeti vasúti rendszer alapjaként, több funkciójú szolgálati helynek írja le.
A nagyobb csomópontokban általában feladatokban elkülönített (személy-, rendező-, teher-) állomásokat alakítanak ki, ezeket szokás még pályaudvaroknak is nevezni.
Azokat az állomásokat, melyeknek csak az egyik vége csatlakozik nyílt vonalhoz, fejállomásoknak nevezzük. Kialakításukból adódóan nincs rajtuk átmenő forgalom, a hálózat egyik végpontját alkotják (például Budapest-Keleti, Esztergom, Gyöngyös).
A vasútállomások üzemeltetését a pályahálózat-működtetők, azaz a pályavasutak végzik.

## Története

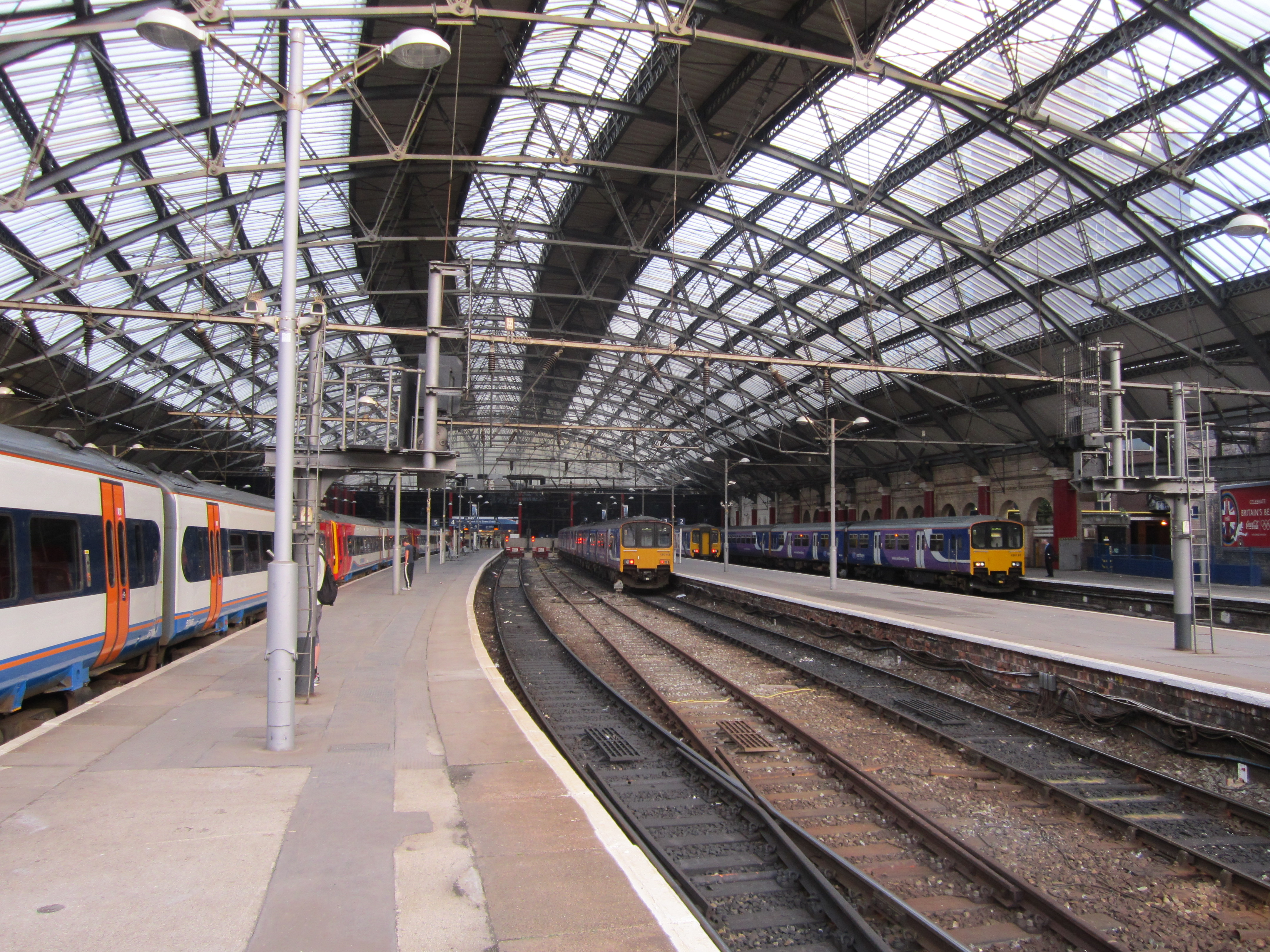
Liverpool Lime Street vasútállomás, a világ egyik legrégebbi állomása

A világ első feljegyzett vasútállomása a The Mount volt az Oystermouth Railway (később Swansea és Mumbles néven ismert) vasútállomásán a walesi Swansea-ban, amelyen 1807-ben kezdődött meg az utasforgalom, bár a vonatokat nem mozdonyok, hanem lovak vontatták. A múzeumként fennmaradt kétszintes Mount Clare állomás az egyesült államokbeli Baltimore-ban, Marylandben, 1830. május 22-én látta el először az utasforgalmat a Baltimore és Ohio lóvasút végállomásaként.
A világ legrégebbi végállomása az angliai Liverpoolban található Crown Street vasútállomás volt, amely 1830-ban épült a mozdonyok által vontatott Liverpool-Manchester-vasútvonalon. Az állomás valamivel idősebb volt, mint a ma is meglévő manchesteri Liverpool Road vasútállomás végállomása. Az állomás volt az első, amelyhez vonatszerelvénycsarnokot is építettek. A Crown Street állomást 1836-ban lebontották, mivel a liverpooli végállomás a Lime Street vasútállomásra költözött. A Crown Street állomást teherpályaudvari végállomássá alakították át.
Az első állomásoknak kevés épületük és felszerelésük volt. Az első modern értelemben vett állomások az 1830-ban megnyitott Liverpool és Manchester vasútvonalon voltak. 1830-ban a manchesteri Liverpool Road állomás, a világ második legrégebbi végállomása a manchesteri Tudományos és Ipari Múzeum részeként maradt fenn. Egy György-korabeli házsorra hasonlít.
A korai állomások néha személy- és teherforgalmi létesítményekkel is épültek, bár egyes vasútvonalakon csak áruszállításra vagy csak személyszállításra volt lehetőség, és ha egy vonal kétcélú volt, akkor gyakran volt egy teherpályaudvar is az utasállomáson kívül. Ez a fajta kétcélú állomás néha még ma is megtalálható, bár sok esetben az áruszállítási létesítmények a nagyobb állomásokra korlátozódnak.
Sok állomás a 19. századból származik, és tükrözi a kor pompás építészetét, amely a városnak és a vasútüzemnek is presztízst kölcsönzött. Azokban az országokban, ahol a vasút később jelent meg, még mindig előfordulhat ilyen építészet, mivel a későbbi állomások gyakran a 19. századi stílusokat utánozták. Az állomások építésénél különböző építészeti formákat alkalmaztak, a nagyszabású, bonyolult, barokk vagy gótikus stílusú épületektől kezdve az egyszerűbb, haszonelvű vagy modernista stílusú építményekig. Az európai állomások általában a brit terveket követték, és néhány országban, például Olaszországban, a brit vasúttársaságok finanszírozták őket.
Az újabban épült vasútállomások gyakran a repülőterekhez hasonlóan egyszerű, absztrakt stílusúak. A modern állomások példái közé tartoznak az újabb nagysebességű vasúthálózatok, mint például a japán Sinkanszenn, a tajvani THSR, a franciaországi TGV-vonalak és a németországi Intercity Express-vonalak állomásai.

## Az állomás létesítményei

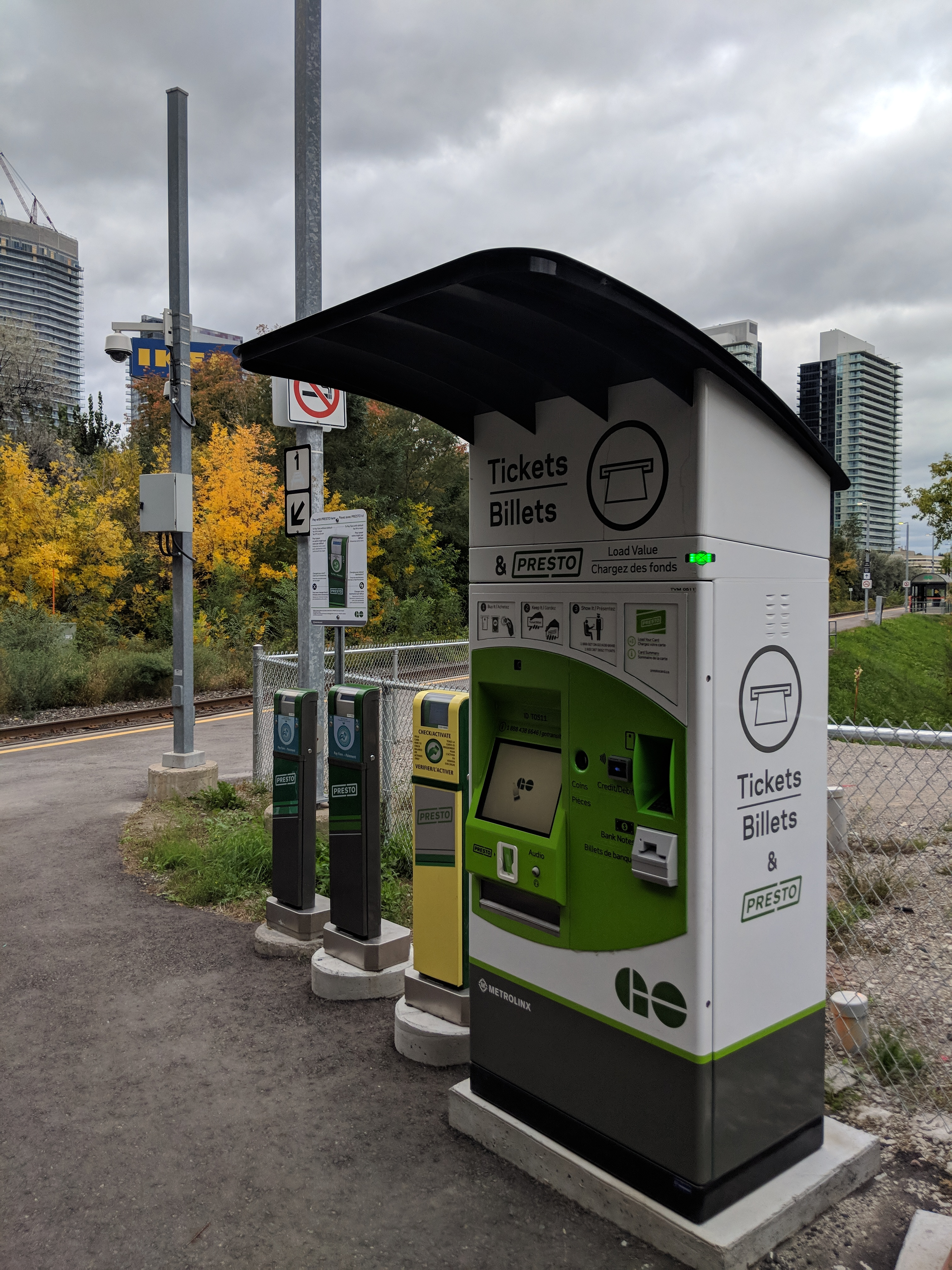
Presto érintésmentes intelligens kártyaolvasó és önkiszolgáló jegykiadó automata egy torontói elővárosi vasútállomáson

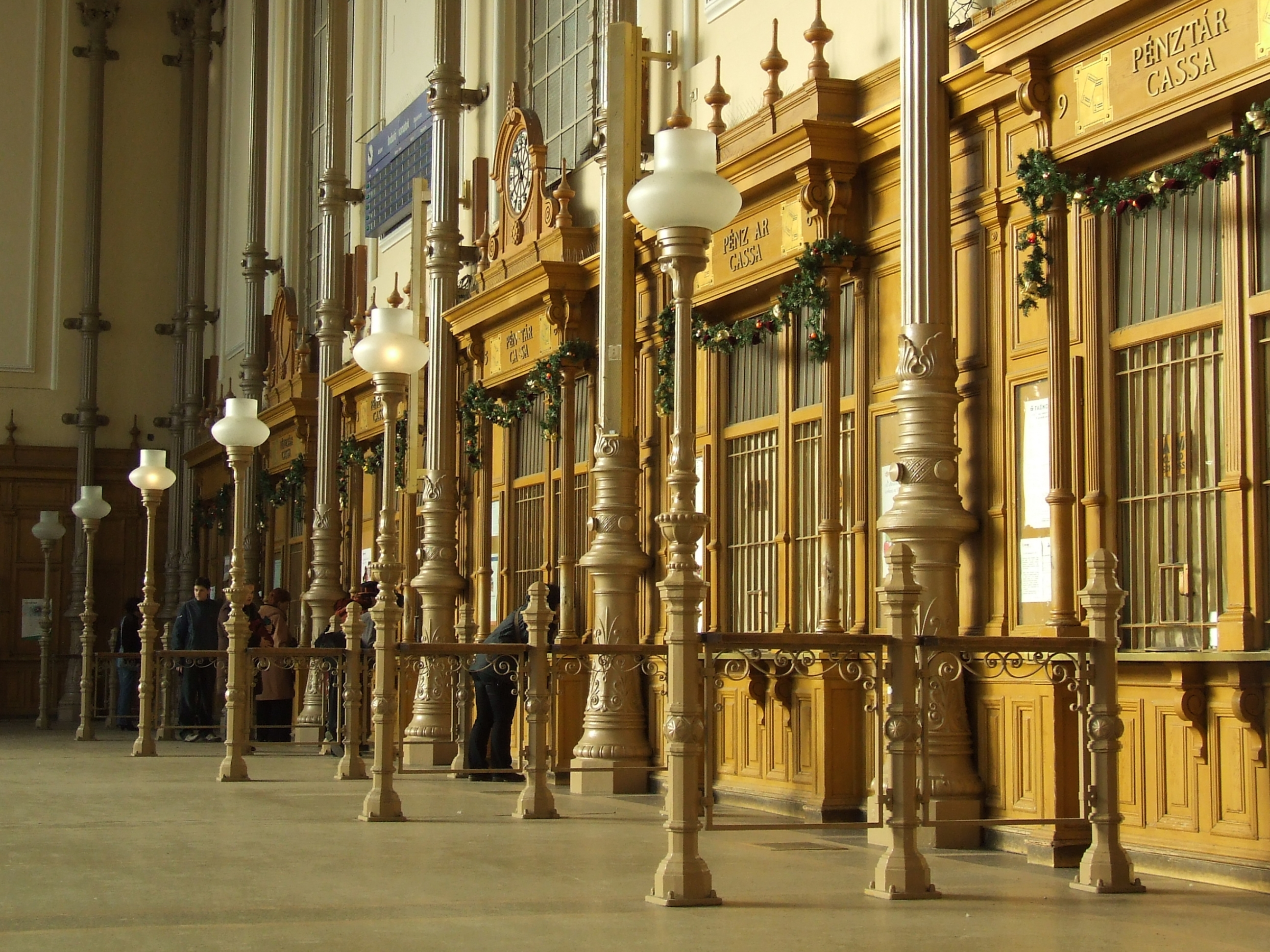
Jegypénztárak a Nyugati pályaudvaron, Budapest, Magyarország

Az állomásokon általában személyzettel ellátott jegyértékesítő irodák, jegykiadó automaták vagy mindkettő található, bár egyes vonalakon a jegyeket a vonatokon is árulják. Sok állomáson üzlet vagy kisbolt, a nagyobb állomásokon általában gyorsétterem vagy étterem is található. Egyes országokban az állomásokon bár vagy kocsma is lehetséges. Az állomások egyéb létesítményei lehetnek: WC-k, csomagmegőrző, indulási és érkezési menetrendek, csomagszállító kocsik, várótermek, taxiállomások, buszmegállók és még parkolók is. A nagyobb vagy személyzettel ellátott állomások általában többféle létesítménnyel rendelkeznek, beleértve az állomás biztonsági irodáját is. Ezek általában akkor állnak nyitva az utazók előtt, ha elegendő forgalom van elég hosszú időn keresztül ahhoz, hogy a költségek indokoltak legyenek. Nagyvárosokban ez azt jelentheti, hogy a létesítmények éjjel-nappal rendelkezésre állnak. Egy alapállomásnak csak peronjai lehetnek, bár még így is különbözik a megállóhelytől, amely nem rendelkezik állomási személyzettel.
Tekintettel arra, hogy az utazással (közlekedéssel) eltöltött idő az utazó számára extra ráfordítást igényel – kevesebb idő jut szívesebben elvégzendő tevékenységek folytatására –, és az ezzel töltött időből származó haszna negatív, a szolgáltatás színvonalának emelésével kompenzálni lehet ezeket a ráfordításokat. A színvonal emelkedését okozza a vasútállomásokon a várakozási idő hasznos, élvezetes, kellemes időtöltéssé alakítása. Az utazóközönség értékeli az állomás magas színvonalú környezetét, a megítélésük az erősen negatívtól a nagyon kedvezőig változhat. Ebből a szempontból az egyedi szükségletek és az egyedi kívánságok teljesítése egyre fontosabbá vállnak, amit az üzemeltető vállalatoknak biztosítaniuk kell. E miatt a vasútállomások a közlekedési csomóponti szerepükön túl magukba foglalhatnak olyan funkciókat, amelyek különben a településeken szétszórva helyezkedtek el – éttermek, gyorséttermek, kisboltok, szállások, mozik, Magyarországon Kormányablak stb. Ezzel, hogy a napi utazók egy helyen több szolgáltatást is megtalálnak, körülbelül 13 percet tudnak megspórolni utazás közben az állomáson olyan tevékenységek elvégzésével, amiket aznap a város különböző pontjain az utazástól függetlenül is megcsinálnának.
Számos afrikai, dél-amerikai és ázsiai országban az állomásokat nyilvános piacok és egyéb informális üzletek helyszíneként is használják. Ez különösen igaz a turisztikai útvonalakon vagy a turisztikai célpontok közelében lévő állomásokon.
Az utasok kiszolgálása és az áruk rakodási lehetőségei mellett az állomásokon néha mozdony- és járműtelepek is találhatók (általában a járművek tárolására és feltöltésére, valamint kisebb javítási munkálatok elvégzésére szolgáló létesítményekkel).

## Pályaudvar
A pályaudvar legtöbbször a vasútállomás szinonímája, mely valószínűleg a német Bahnhof szó tükörfordítása.
A pályaudvar A magyar nyelv értelmező szótára szerint: „Nagyobb vasúti állomás a hozzátartozó épületekkel együtt”.[pontosabban?] A vasúti terminológia nem tesz különbséget a pályaudvar és a vasútállomás között.
A fejpályaudvar a vasúti hálózat egyik végpontja, amelyen nincsen átmenő forgalom.

### Magyarországi pályaudvarok

#### Vasúti pályaudvarok

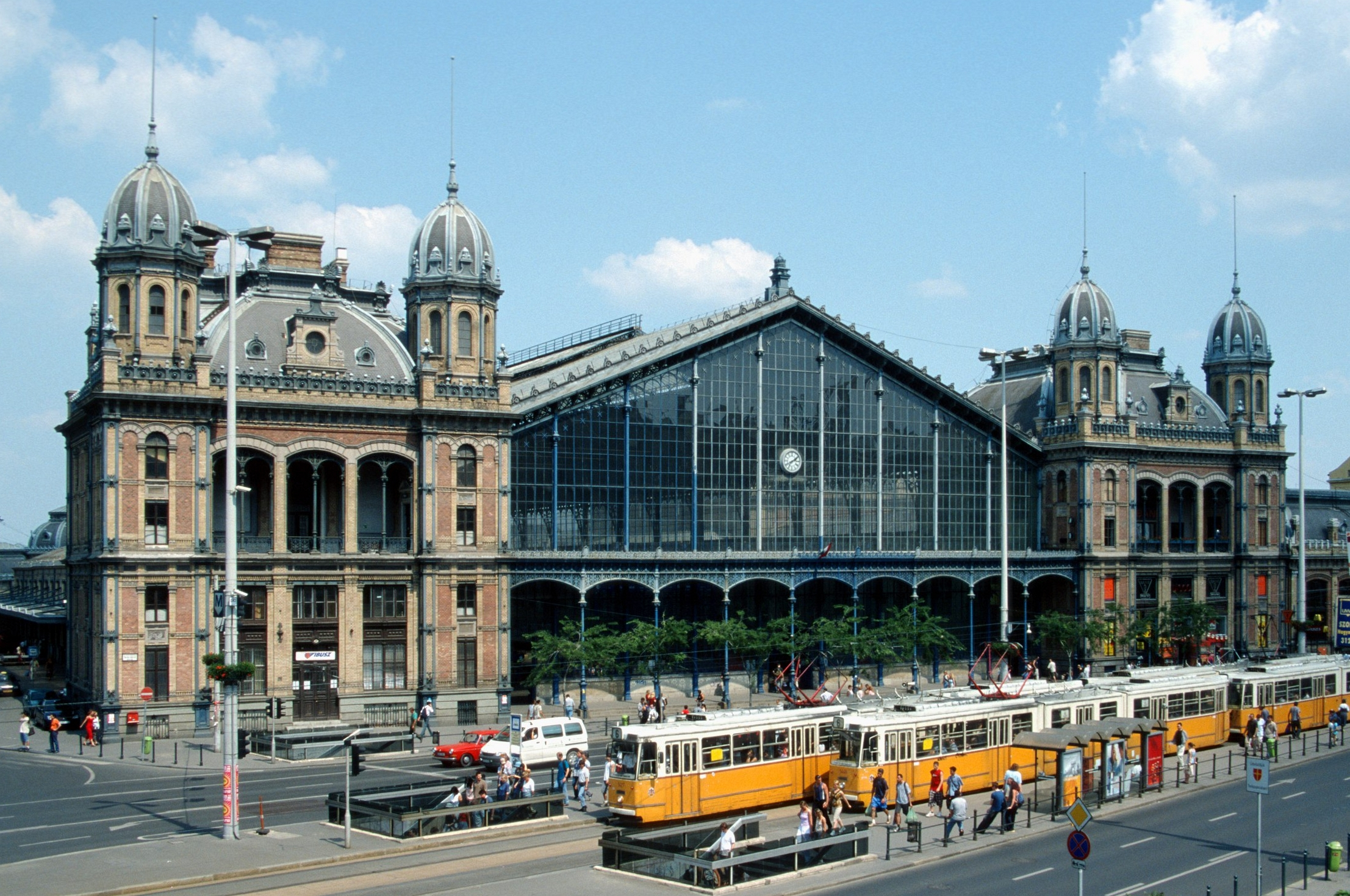
A Nyugati pályaudvar homlokzata

A magyarországi pályaudvarok elnevezése visszanyúlik a 19. századra. Az első pályaudvart 1877. október 28-án adták át Budapesti pályaudvar néven, amely 1891-től Nyugati pályaudvar nevet viseli. A nevükben égtájat hordozó budapesti pályaudvarok sajátos jellemzője, hogy az égtáj nem pontosan a földrajzi elhelyezkedést jelöli, sokkal inkább a korabeli menetrend szerinti járatok által érintett régiók elhelyezkedését (pl. a nyugati országrész felé tartó járatok). Gyakran a pályaudvarok létesítése előtt ugyancsak vasúti állomás működött a helyszínen, melyeket akkor indóháznak neveztek.
- Déli pályaudvar, Budapest (fejpályaudvar)
- Keleti pályaudvar, Budapest (fejpályaudvar)
- Nyugati pályaudvar, Budapest (fejpályaudvar)
- Ferencvárosi pályaudvar, Budapest
- Kelenföldi pályaudvar, Budapest
- Józsefvárosi pályaudvar, Budapest (üzemen kívül)
- Tiszai pályaudvar, Miskolc 1901
- Gömöri pályaudvar, Miskolc 1898

#### Autóbusz-pályaudvarok
A kifejezés közúti személyszállításban is használatos rokon értelmű megfeleltetésben, az autóbusz-pályaudvar szóösszetételben.

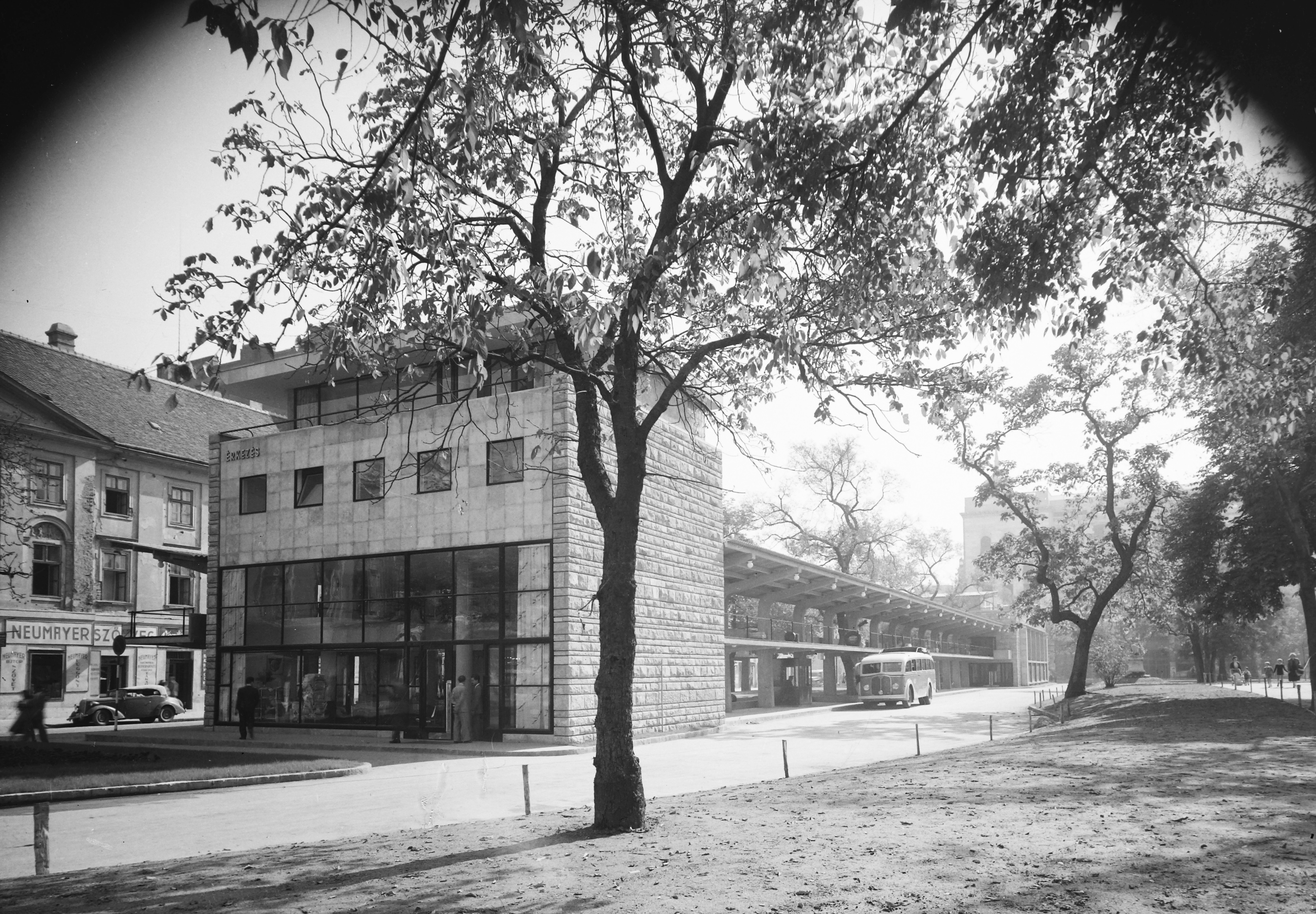
Erzsébet tér autóbusz-pályaudvar, 1949

- Erzsébet tér autóbusz-pályaudvar, Budapest (1949-2001)

## Nevezetes vasútállomások, pályaudvarok

### Magyarországon
- Budapest-Déli pályaudvar (I. kerület, Krisztinaváros)
- Budapest-Józsefváros pályaudvar (VIII. kerület, Józsefváros) (megszűnt)
- Ferencváros vasútállomás (IX. kerület, Ferencváros)
- Budapest-Kelenföld vasútállomás (XI. kerület, Kelenföld)
- Budapest-Keleti pályaudvar (VII. kerület, Istvánmező)
- Budapest-Nyugati pályaudvar (VI. kerület, Terézváros)
- Debrecen vasútállomás (Nagyállomás)
- Győr vasútállomás
- Kőbánya-Kispest vasútállomás (X. kerület, Kőbánya)
- Miskolc-Tiszai vasútállomás
- Nyíregyháza vasútállomás
- Pécs vasútállomás (Főpályaudvar)
- Rákospalota-Újpest
- Székesfehérvár vasútállomás
- Szolnok vasútállomás
- Szombathely vasútállomás

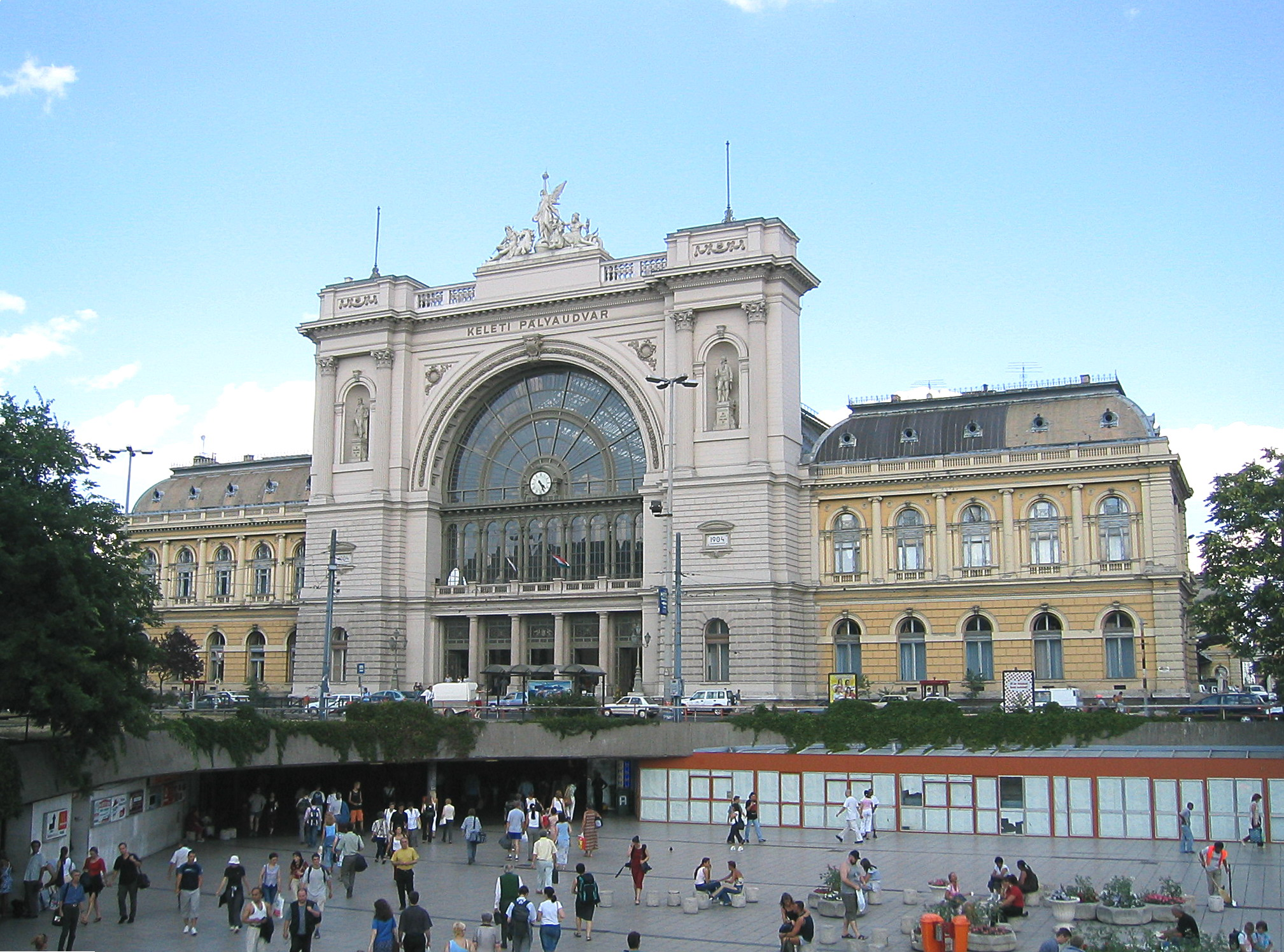
Keleti pályaudvar
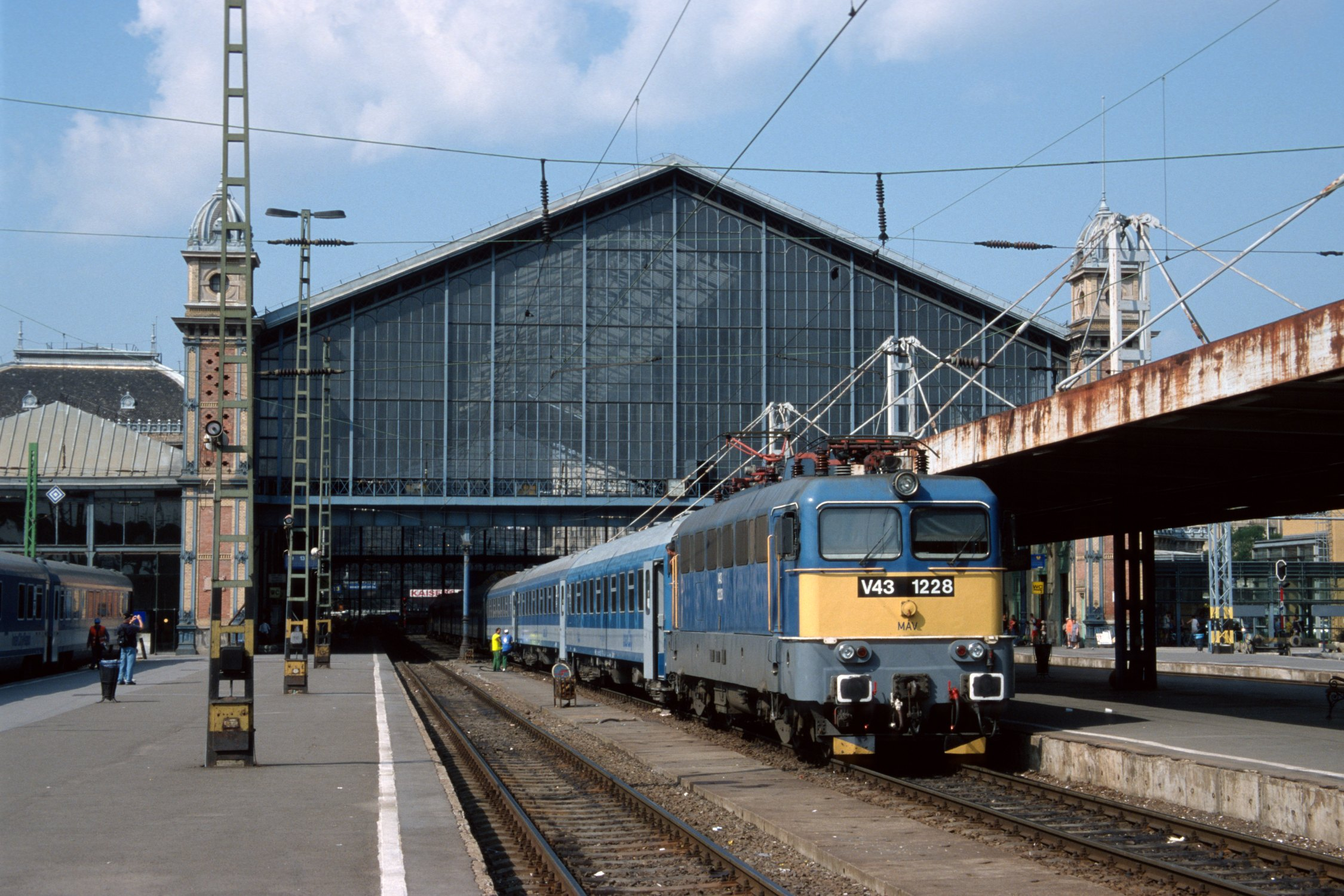
Nyugati pályaudvar
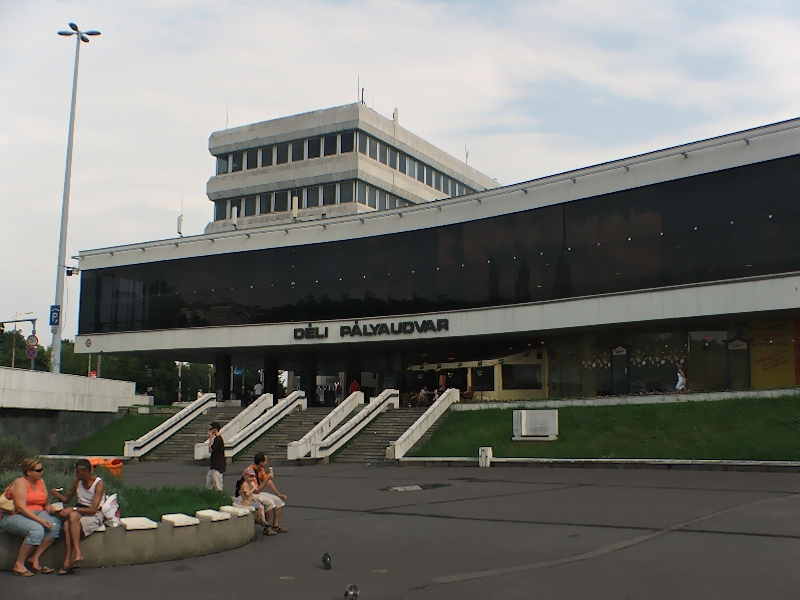
Déli pályaudvar
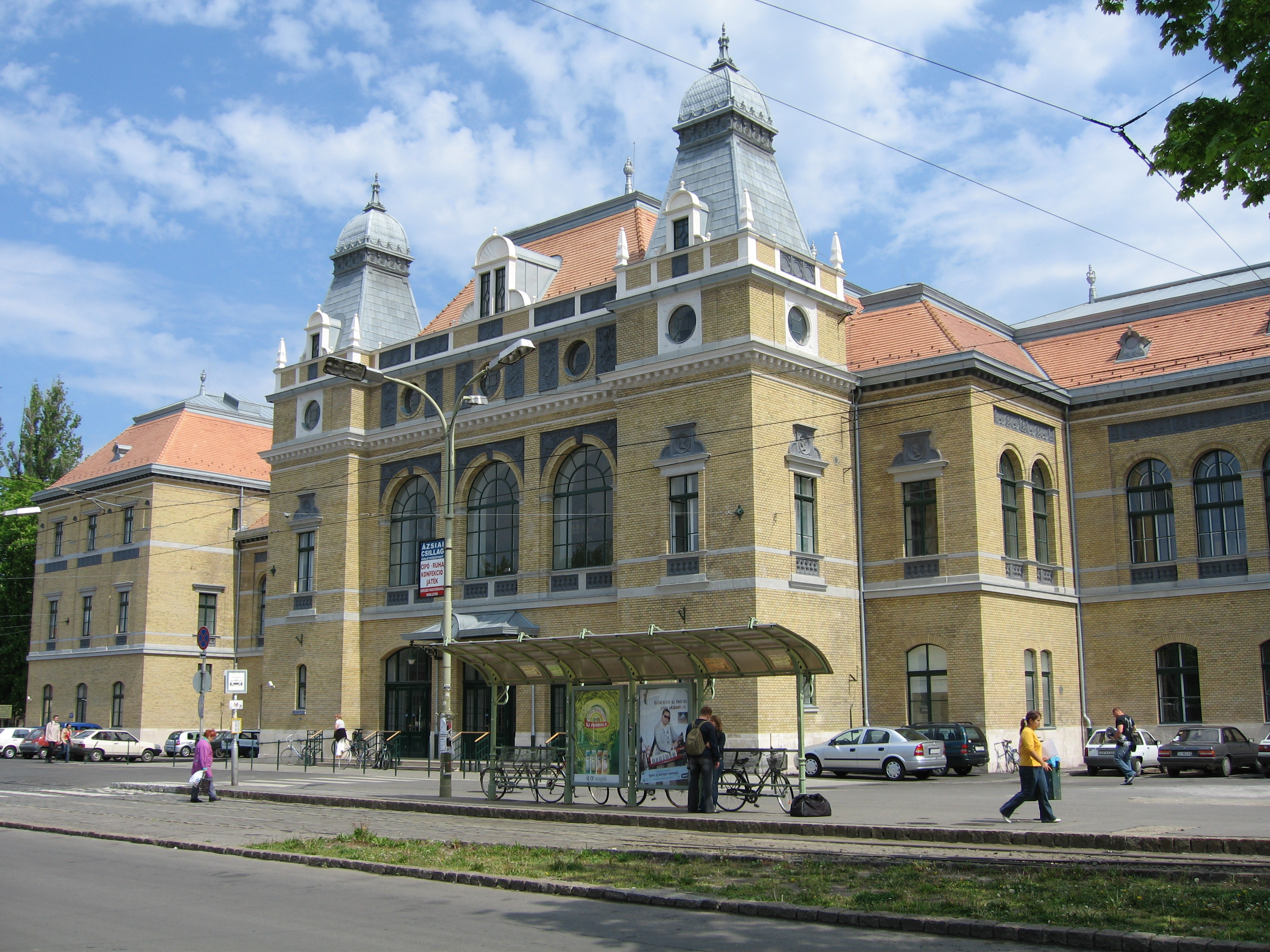
Szegedi Nagyállomás
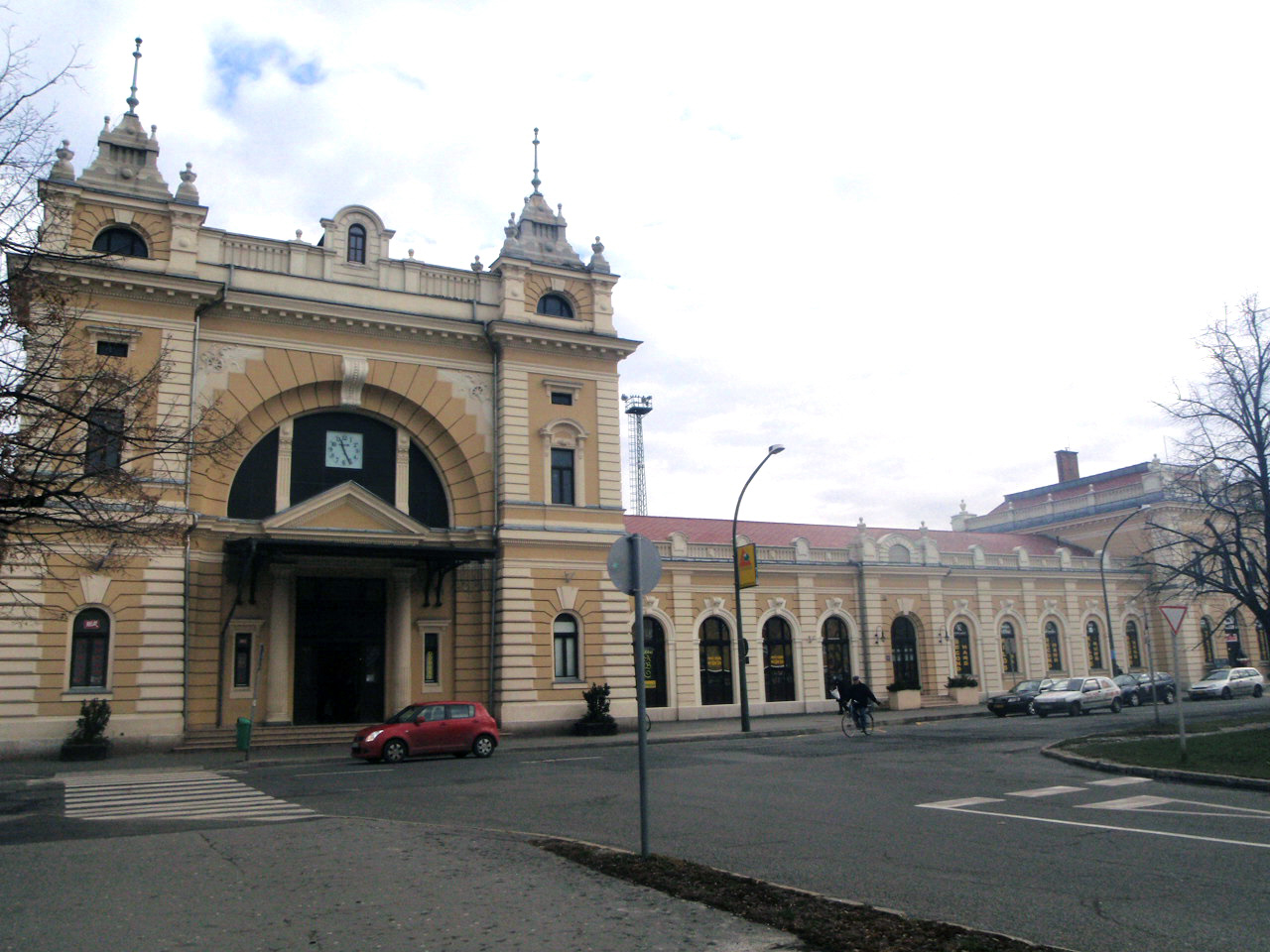
Szombathely vasútállomása
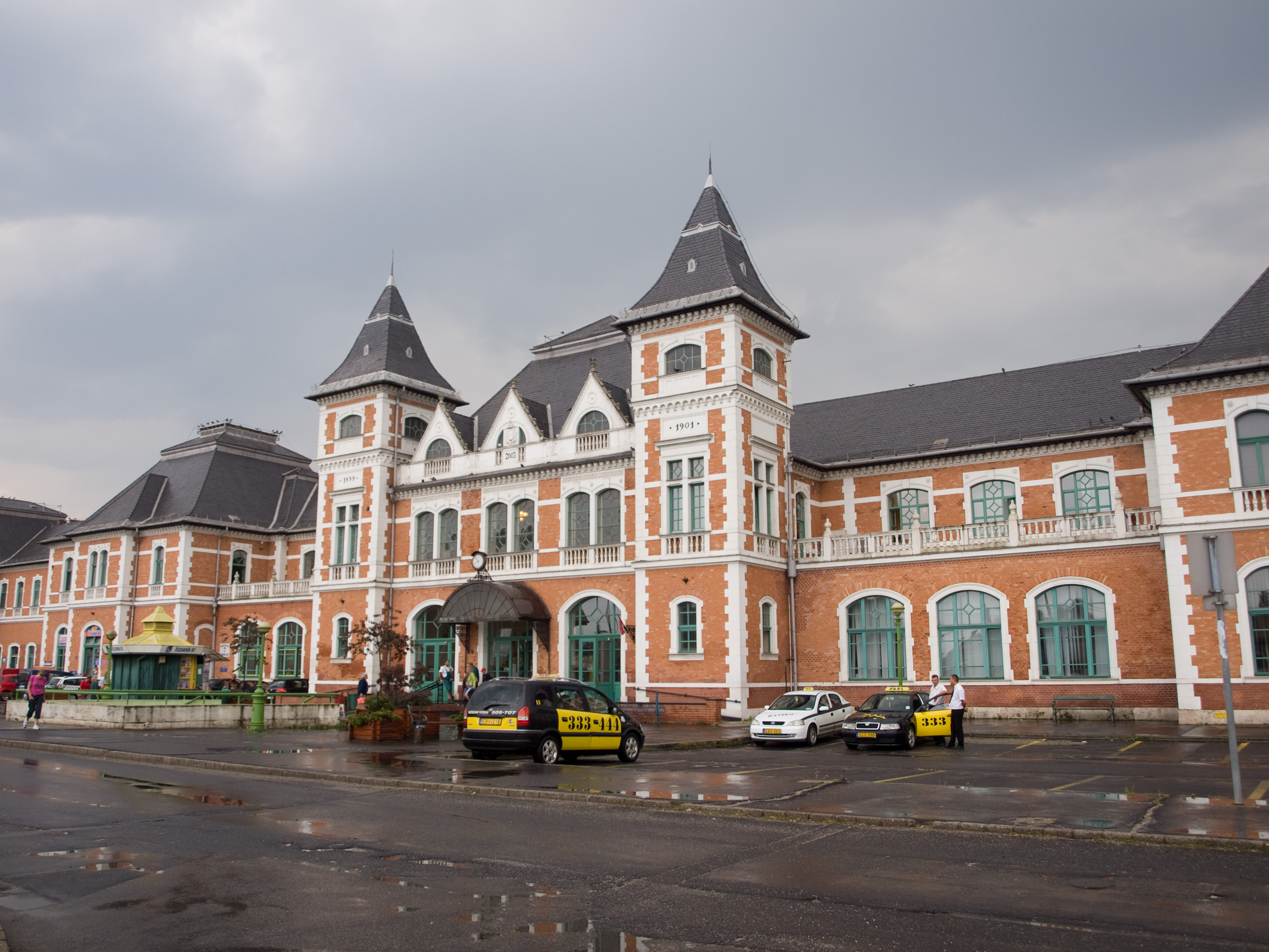
Tiszai pályaudvar

### Világszerte
- Victoria Station, London, Anglia, Egyesült Királyság
- Frankfurt Hauptbahnhof, Frankfurt am Main, Németország
- Berlin Hauptbahnhof, Berlin, Németország
- Paris Gare du Nord, Párizs, Franciaország
- Grand Central Terminal, New York, Amerikai Egyesült Államok
- 2007-ig Gorsafawddacha'idraigodanheddogleddollônpenrhynareurdraethceredigion, Wales, Egyesült Királyság, azóta Llanfairpwllgwyngyllgogerychwyrndrobwllllantysiliogogogoch, Wales, Egyesült Királyság (a leghosszabb nevű)

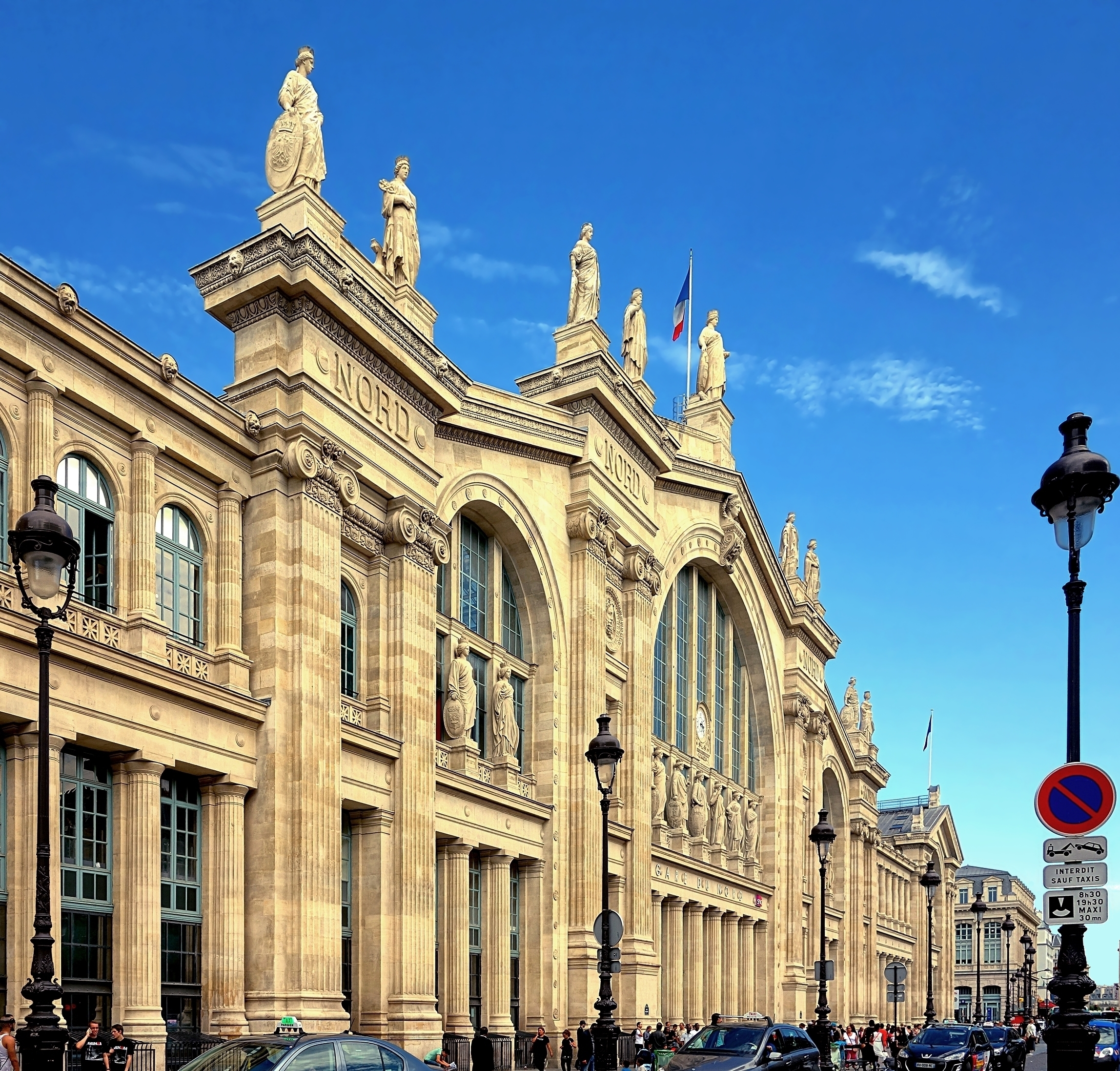
Paris Gare du Nord
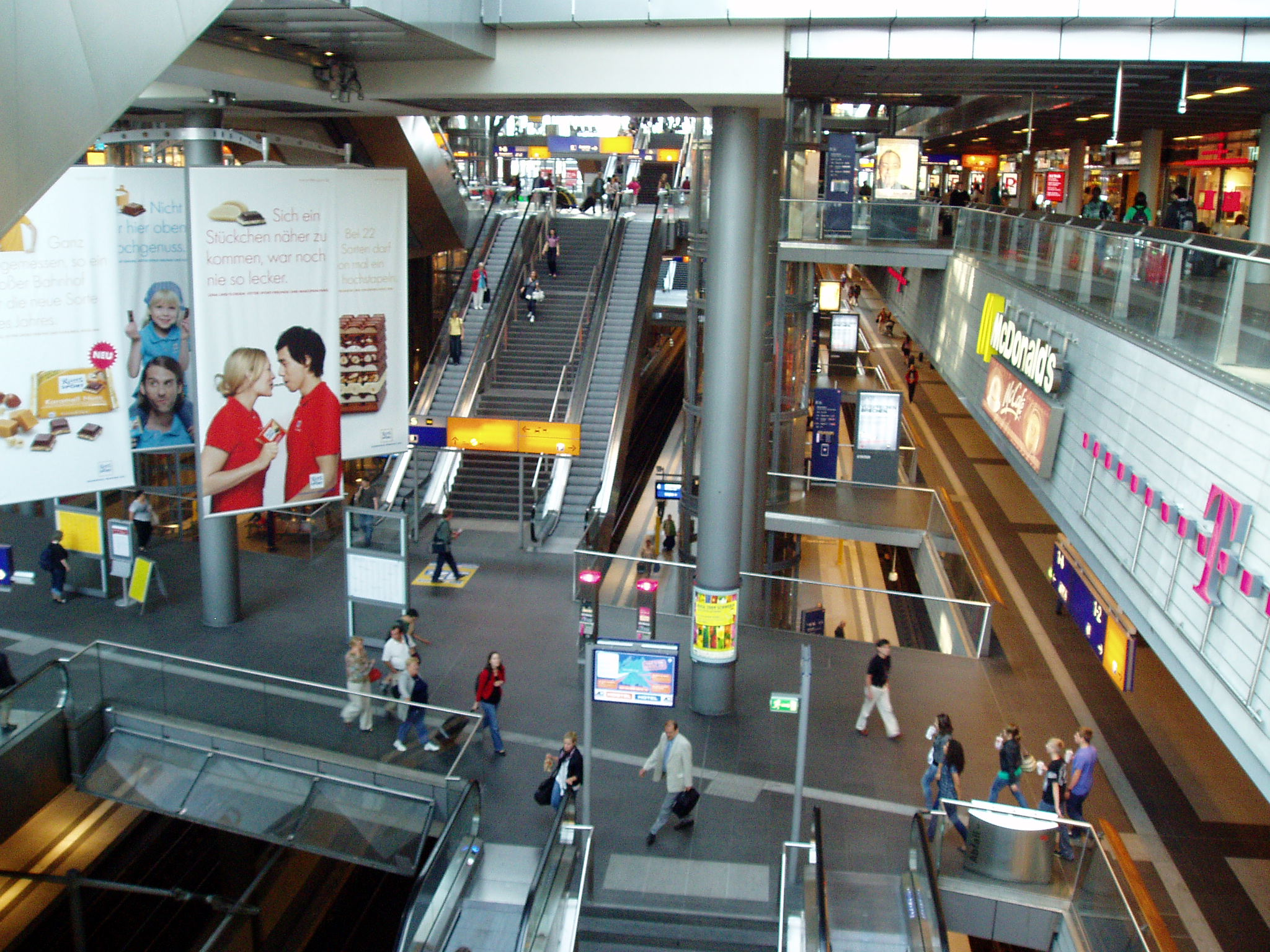
Berlin Hauptbahnhof
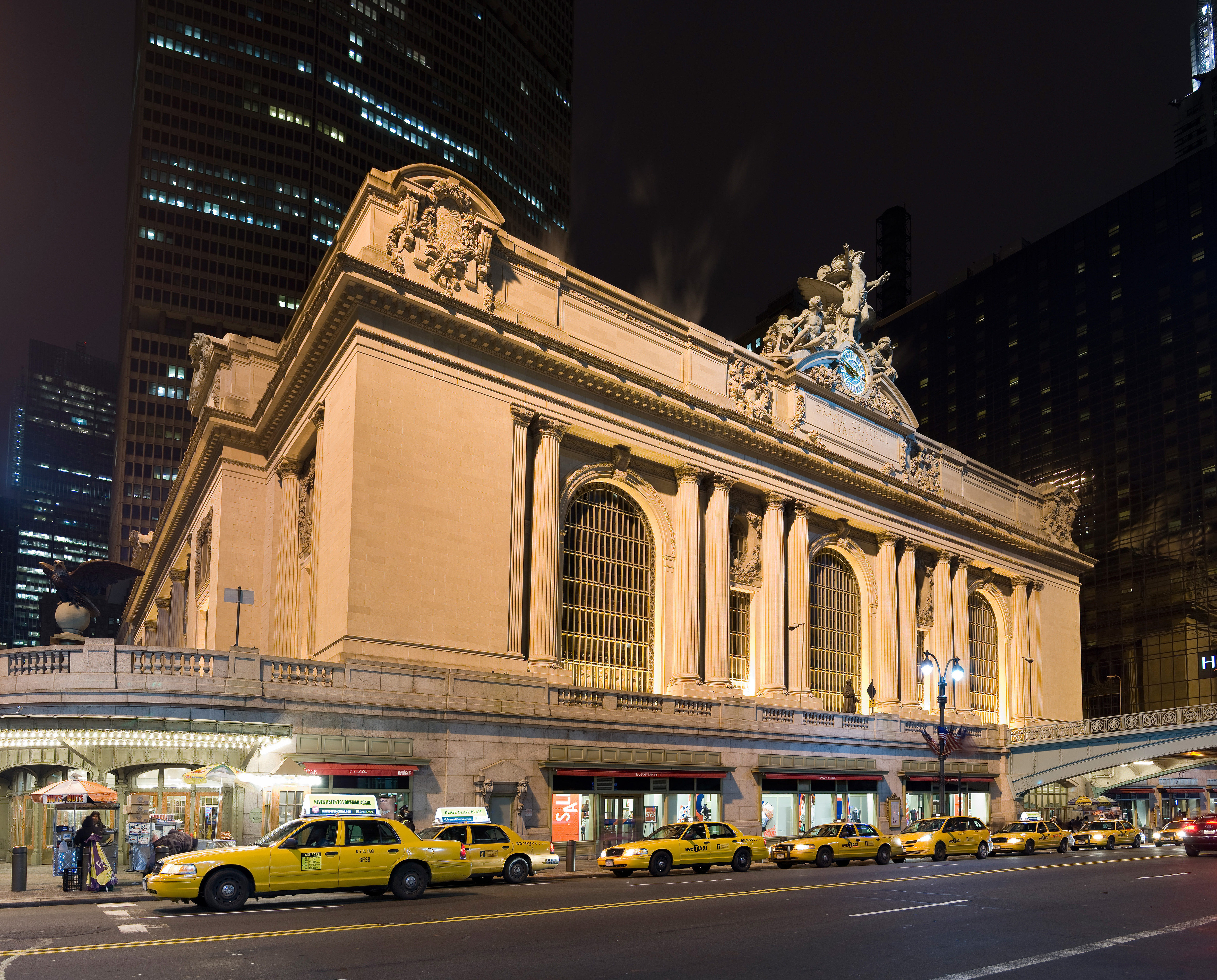
Grand Central Terminal

## Állomások a művészetben

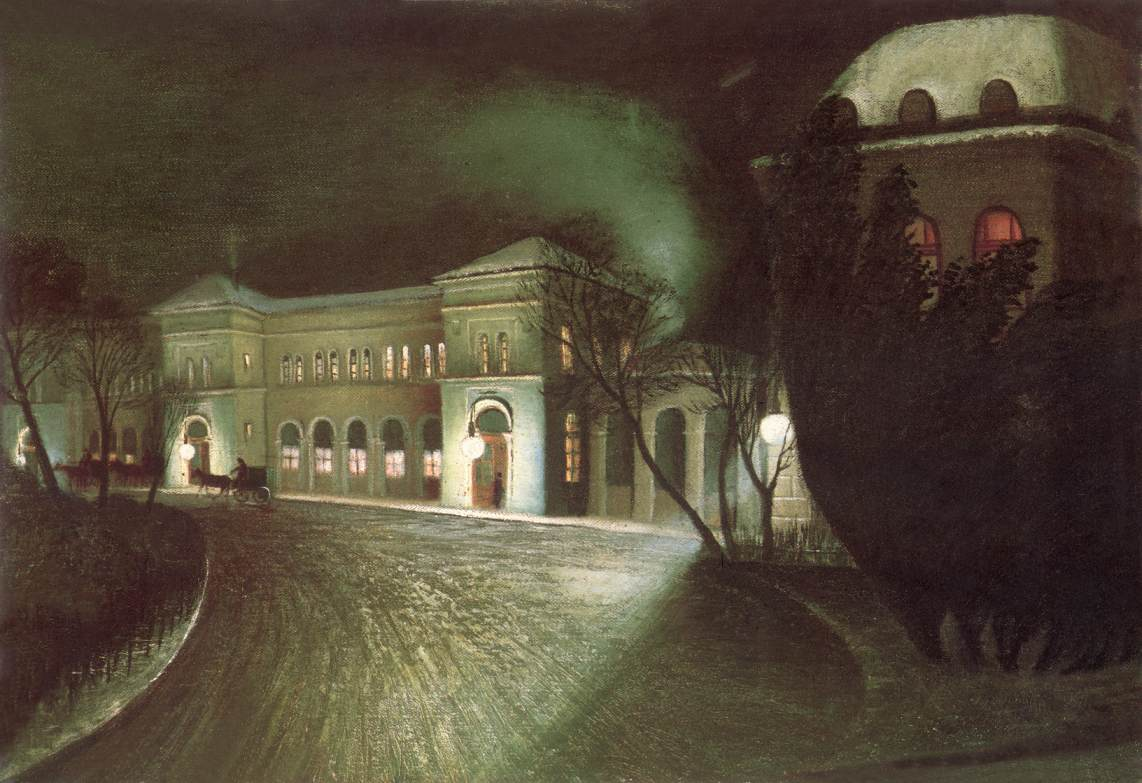
Csontváry Kosztka Tivadar: A Keleti pályaudvar éjjel (1902)

A vasútállomások nyitották meg először a nép előtt a nagyvilágot, hiszen a vasút tette lehetővé az olcsó távolsági utazást és áruszállítást. A vasútállomások ezért a társasági élet fontos tereivé váltak a 19. században, a települések kapujaként szolgáltak, találkozások helyszíneivé váltak, és számtalan műalkotást is megihlettek. A vasútállomások a száz éven át a legfontosabb és legforgalmasabb középületek közé tartoztak, fekvésük, arculatuk ezért gyakran meghatározó a települések központjában. A vasút jelentőségének csökkenésével a vasútállomások társadalmi kitüntetett szerepe is eltűnt.
Sok költőt és művészt megihletett a pályaudvarok és állomások színes kavalkádja, az állandó mozgás és nyüzsgés. Versek, festmények, dalok születtek a vonatok érkezéséről, az indulás izgalmáról, a búcsúzásról és minden másról, ami egy ilyen hely egyedülálló hangulatához kapcsolódik.

## Érdekességek
- A legrégibb pályaudvari épület Mexikóban található, ahol egy 1657-ben épült zárda is az állomás része lett.
- A legrégebbi vasútállomás Liverpoolban található.
- A legnagyobb a New York-i Grand Central Terminal.